# Forchheim (Kaiserstuhl)
Forchheim (pronunciación en alemán: /ˈfɔʁçhaɪ̯m/ (escucharⓘ)) es, con aproximadamente 1.300 habitantes, el más pequeño municipio independiente en el distrito de Emmendingen en Baden-Wurtemberg, Alemania. Cuenta con 1.079 hectáreas, de las cuales 279 hectáreas son bosque.
 Está ubicado en el fértil valle del Rin, en el extremo norte del Kaiserstuhl, a una altitud de 187 m y fue mencionado por primera vez en un documento del año 762.